# Mogersdorf
Mogersdorf (węg. Nagyfalva) – gmina targowa w Austrii, w kraju związkowym Burgenland, w powiecie Jennersdorf. Według Austriackiego Urzędu Statystycznego liczyła 1,12 tys. mieszkańców (1 stycznia 2014).